# Gregorio García
Gregorio García är en ort i Mexiko.   Den ligger i kommunen Viesca och delstaten Coahuila, i den centrala delen av landet, 800 km nordväst om huvudstaden Mexico City. Gregorio García ligger 1 145 meter över havet och antalet invånare är 510.
Terrängen runt Gregorio García är kuperad åt sydväst, men åt nordost är den platt. Runt Gregorio García är det mycket glesbefolkat, med 3 invånare per kvadratkilometer. Närmaste större samhälle är San Pedro, 15,3 km norr om Gregorio García. Omgivningarna runt Gregorio García är i huvudsak ett öppet busklandskap.